# Kinyongia xenorhina
Kinyongia xenorhina — вид ігуаноподібних ящірок родини хамелеонових (Chamaeleonidae). Мешкає в Демократичній Республці Конго та Уганді.

## Опис
Довжина Kinyongia xenorhina (враховуючи хвіст) становить 28 см. Самці цього виду мають переважно оливкове забарвлення, а самиці — коричневе. На голові у них є великий роговий виступ, особливо помітний у самців. Він складається з двох окремих пластин, що ідуть з двох сторін голови і зливаються на кінці. На задній частині черепа у них також є висока шоломоподібна структура. Голова і "шолом" покриті великою пластинчатою лускою. У Kinyongia xenorhina є одні з найгостріших зубів і найдовші кігті серед усіх хамелеонів.

## Поширення і екологія
Kinyongia xenorhina мешкають в горах Рувензорі на кордоні північно-східної ДР Конго і західної Уганди. Вони живуть в кронах вологих гірських тропічних лісів, на висоті від 1200 до 2600 м над рівнем моря. Відкладають яйця.

## Збереження
МСОП класифікує стан збереження цього виду як близький до загрозливого. Kinyongia xenorhina загрожує знищення природного середовища.